# Anguilla rostrata
La anguila americana (Anguilla rostrata) es un pez migratorio que se encuentra en la costa oriental de América del Norte. La anguila americana tiene un cuerpo delgado como una serpiente y se cubre con una capa mucosa, lo que hace que la anguila parezca estar viscosa a pesar de la presencia de escamas muy pequeñas. Una aleta larga y dorsal se extiende desde el centro de la espalda y se continúa con una aleta ventral similar. Las aletas pélvicas están ausentes, y la aleta pectoral es relativamente pequeña, se puede encontrar cerca de la línea media, seguida de la cabeza y las branquias, que están cubiertas. Existen variaciones en la coloración, de verde oliva, marrón y el sombreado de color amarillo verdoso y el gris claro o blanco en el vientre. Las anguilas que habitan en agua clara son más claras que las de las corrientes oscuras.

## Hábitat
La anguila americana vive en el agua dulce, y sólo sale de este hábitat para entrar en el océano Atlántico para el desove. Pasan de 9 a 10 semanas para que los huevos eclosionen. Después de la eclosión, las anguilas jóvenes se mueven hacia América del Norte y entran en los sistemas de agua dulce al madurar. La hembra puede poner hasta 4 millones de huevos flotantes al año, pero muere después de la puesta de huevos.

## Distribución
La anguila americana se encuentra alrededor de la costa atlántica, incluyendo la Bahía de Chesapeake y el río Hudson. Prefiere cazar en la noche, y durante el día se esconde en el barro, arena o grava muy cerca de la costa, a unos 5 a 6 metros bajo tierra.
Las anguilas americanas son económicamente muy importantes para la Costa Este y los ríos donde viajan. Son capturadas por los pescadores y se venden, se come, o se exponen en acuarios como animales de compañía. Las anguilas ayudan al ecosistema de la costa del Atlántico por el consumo de peces muertos, invertebrados, carroña, insectos, y si tienen hambre suficiente, pueden ser caníbales entre sí.

## Pesca y disminución
Las anguilas fueron una vez una especie abundante en los ríos, y fueron elementos clave de la pesquería de los nativos americanos. La construcción de presas para generar energía ha bloqueado la migración y localmente han exterminado las anguilas en las cuencas de muchos ríos. Por ejemplo, en Canadá, las grandes poblaciones de anguilas del río San Lorenzo y el río Ottawa se han reducido.
Aunque muchos pescadores se dejen intimidar por la apariencia de serpiente de estos peces migratorios, las anguilas son aptas y apreciadas para el consumo humano. Por lo general, son capturadas por pescadores que buscan otras capturas.